# 假面騎士鄂鬥角色列表
特攝影集《假面騎士鄂門》以3名主角為靈魂人物：超能力覺醒進化的津上翔一、葦原涼，以及注定無法成為超級英雄的人類冰川誠。下表人物資料按群體劃分。

## 美杉家
津上翔一（賀集利樹飾／香港配音：陳冠宏）
假面騎士顎門／（Agito）的變身者、假面騎士G3-X的第二任裝著員（第24-25話）。
21歳。4月1日出生，本名澤木哲也。
2000年9月27日因意外而獲得顎門力量的青年，但也因此喪失記憶。 居住在美杉教授家中，是個喜愛作料理、家事、農務的標準居家型男人，亦愛說冷笑話，無論做什麼美食都愛加上「空心菜」，並有著將小指伸進魚嘴以判斷魚新鮮度的特殊僻好。每當感應到「Unknown」現身殺人時，便會前往現場救人。一開始曾為自己的怪異能力而心情低落，後來決定為了「保護每個人的居所」而戰。
第23話小沢屬意翔一成為G3-X著裝員，再經第24話冰川懇切請求下，一度裝作G3-X系統與「Unknown」對戰，且能操控自如，即使系統的「AI」功能仍未受抑制也沒有暴走。
第42話正式恢復記憶，並清楚記得曉號海難發生的始末－他是光之力挑選承傳其最後力量而首次變成顎門，並被Unknown擊落海面而失憶，漂流到某岸灘。
第45話因認為顎門能力會殺害人類，而甘願被闇之力奪去顎門能力，於第46話再次獲得顎門能力，並肯定顎門的存在必要。
第51話躍上天空飛踢闇之力，發生大爆炸，一度被以為死去。片尾曲播完後再次登場－開了一家名為顎門的餐廳，並招待美杉一家。
後於《劇場版 假面騎士DECADE 全騎士 VS 大修卡》登場、《假面騎士平成Generations Forever》以假面騎士顎門的姿態登場。
於《假面騎士ZI-O》第31-32話再次登場。

風谷真魚（秋山莉奈飾／香港配音：張雪儀）
17歳女子高中學生。由於父親風谷伸幸於兩年前意外身亡（實際上是遭力量失控的澤木雪菜所殺），因而暫住在父親的妻舅美杉義彥家，自小是名超能力者，擁有透視力及對殘留記憶的感應能力，也是劇中第一個知道翔一是AGITO的人物，似乎一直喜歡翔一，暗暗希望他不會因恢復記憶而離開美杉家。曾無意間接觸到翔一的殘留記憶，誤會津上翔一殺害自己的父親（真魚查看過翔一的記憶）。
第30話被澤木哲也以闇之力加快覺醒其超能力，其後對自己身分感到迷茫，以為會傷害到他人，而短暫與超能力者聚居，並意識到自己「妒忌心」一直頗重。第32話顯示出擁有使死者復活的能力，並在哲也指示下將葦原涼復活，復活涼後失去「治癒能力」，不過，亦令涼變身後急速衰老的後遺症消失，更造成GILLS的強化型態出現。
第40話使用感應能力，從雪菜寫給津上翔一（澤木哲也）的信中看到光之力與闇之力兩陣對元的畫面。
於《假面騎士ZI-O》第31-32話再次登場。

美杉義彦（升毅飾／香港配音：羅偉亮）
45歳。真魚的叔父，為城北大學心理學教授，把翔一及真魚當作親人般看待。為劇中人物中與翔一最接近，但到最後仍不知道他是AGITO的人之一。
普遍他對於危險性的東西抱以否定態度，一般提起超能力會以不確定為理由而予以否定，其實知道真魚擁有超能力。

美杉太一（田辺季正飾）
10歳。美杉義彦之子。母親在國外而感到非常寂寞，生活幾乎得依靠別人，常常對別人使喚的態度（這也是父親生氣的大半理由），也頗為佻皮。

## 未確認生命體對策班（G3小組）
冰川誠（要潤飾／香港配音：劉昭文）
假面騎士G3、假面騎士G3-X的主要裝著員。
警視廳「未確認生命體對策班」所屬G3系統裝著員。在一次偶然的機會中，隻身解救遇上海難的「曉號」的乘客，而被上級擢升擔任G3裝著員。是一名個性略為憨直，為守護正義而賣命的優秀警官。頗為崇拜顎門，雖不知其真實身分，但一直視之為戰友。此外，似乎對「笨拙」兩個字很敏感。
第45話開始出現視力受損的問題，於戰鬥中完全看不清對手。
第50話一度被調回加賀縣。
第51話說出自己是以人類的身份而參戰，而其力量連Unknown也感震驚。
故事最後，即Unknown事件結束後與河野搭檔查案捉賊。

小沢澄子(藤田瞳子 飾、香港配音：曾月娥)
25歳。1977年出生於美國紐約。12歳就讀麻省理工學院，並於15歳時完成博士課程。返回日本後，畢業於城北大學。她是G3裝著系統的設計者，而G3-X及G4都是她的傑作。另一方面，她亦是警視廳「未確認生命體對策班」的實動部隊G3運用班的班長，個性豪邁，酒量極好，推理能力極強，並愛和北條抬槓。
第51話Unknown事件結束後她離開警視廳，到英國倫敦一所大學就任教授，然後和北條相遇。

尾室隆弘(柴田明良 飾、香港配音：陳志強)
假面騎士G3的裝著員（僅限第49-50話）
24歳。警視廳未確認生命體對策班G3系統開發組的一員，長期不受他人重視，存在感極低，做什麽事情都沒有信心。在電視特別篇《假面騎士顎門 全新變身》中，他獲選為G3 MILD（量產型）的裝著員，但效果不甚理想。
第49-50話裝著G3系統出動。
第51話Unknown事件結束後成為G5部隊的教官。
於《假面騎士ZI-O》中的第31話-32話再次登場。

## 葦原涼及女友
葦原涼（友井雄亮飾／香港配音：羅偉傑）
假面騎士基爾斯（Gills）的變身者。
劇情先後與片平真由美、榊亞紀、水原莉沙互有好感，但要不無疾而終又或沒好收場，戲外被訕笑是開副騎「剋妻」的先河，命運之悲劇又被冠以「苦逼涼」的稱號。
昭和56年1月21日出生，本籍為神奈川縣相模市中央。
原為城北大學游泳部的明日之星，但在一次交通事故之後，意外地讓體內神秘力量覺醒，第6話正式變身成磯洛使，每次變身後身體也因此出現老化跡象而日漸虛弱，初期曾獲闇之力所救。儘管身體痛苦不堪，但為了追查父親死因而持續與Unknown奮戰，無奈親人、朋友卻一一離他而去，在本作中可說是個悲情人物。
第21話誤以為顎門殺了榊亞紀，因而曾一度逢遇顎門都會作出猛烈攻擊，下殺著。
第27話曾被相良克彦殺害，一度死去，至第32話由真魚以超能力使他復活，變身後急速衰老的後遺症隨之消失。隨後得知顎門真實身分而誤會盡解，與翔一、冰川並肩作戰，言語間表露對翔一有著溫馨的家庭生活甚為羨慕。
第37話被木野薰重創，再次陷於瀕危之境。
第39話哲也現身要求真島浩二施展超能力治癒涼，涼再次受超能力者拯救後變身成Exceed Gills。
第44話被闇之力奪去Gills能力，於第46話再次獲得Gills能力。
第51話遇到一隻流浪的小狗，雙雙踏上孤獨的旅程。
現實中被揭毆打未婚妻至流產等醜聞，因此演員已退出演藝圈。

片平真由美(福澄美緒飾)
葦原涼本來的女友，因對他的異變感到害怕而離去。

## 警視廳
北條透(山崎潤飾、香港配音：羅偉亮) 
幪面超人G3的第二任裝著員（第9－11話）、V1系統的裝著員（第23話）、幪面超人G3-X的第二任裝著員（僅限第49-50話）
25歳。警視廳搜查一課的刑警，警銜是警部補。
首屈一指的精英刑警，頭腦清晰，射擊技術也不錯。
為人陰沉，並且嚮往優秀主義。自信又固執，所以有很多令人討厭的言行。
自詡追求正宗，飲食方面只喜歡法國料理，拉麪、烤肉等平民食品一概不吃。
本來志願是成為G3系統的裝著員，因此認為是冰川奪去其位置，視之為假想敵，經常對「未確認生命體對策班」出言不遜，尤愛挖苦冰川及跟小沢抬槓。不過後來逐漸體現他對冰川其實既敬且恨，對小沢更是欽佩和抱有好感。
由於想取代G3小組，因此不斷籌使詭計，如向警視廳的三位上級打小報告，甚至連同恩師司龍二提出解僱「未確認生命體對策班」，並且策劃及負責「捕獲亞極陀」行動，不過最後統統失敗收場。
然而處事手法同時顯示出理性並且拋開偏見的性格，即使傷心流淚仍會不偏不倚果斷執法。
第9話成功取代冰川成為G3系統裝着員。第10話卻與Unknown對戰時棄甲曳兵、落荒而逃，被警視廳上頭收回裝着資格，調回搜查第一課。第11話懇求小沢協助其擅自出動，最後一次成為G3裝作員。
第23話與多名科學家共同研發V1裝著系統（全稱 Victory One System），並兼任裝著員，因此與小沢的G3-X裝著系統成為競爭者，同話被失控的G3-X破壞。
第46話為冰川隱瞞其視力損失，並協助指導作戰。
後期萌生Agito會威脅到人類的想法，並成功說服上頭，將「未確認生命體對策班」改為保護Unknown。
第49-50話裝著G3-X系統出動。
第51話因到英國倫敦查案而重遇小沢，並說出掛念的話語。
儘管並非作品主題的3大主角，但卻是本劇主筆井上敏樹個人最喜愛角色，因此設計出個人回突顯人物性格，並且於部分宣傳寫真與3位主演並立合照。

河野浩司（田口主將飾)
警視廳捜査一課的資深刑警，北條的上司。過去曾負責偵辦風谷伸幸殺害事件。

警察幹部A（加地健太郎飾)
警視廳管理層，共同擁有決策權，通稱「上頭」。

警察幹部B（狩野謙飾)
警視廳管理層，共同擁有決策權，通稱「上頭」。

警察幹部C（菅野竜也（第１～3話）／森下明（第７・８話）／堀部隆一（第15～17話）／山野史人（第18・19話）／野口雅弘（第11・12・22～26・29・37・39・47・48話）飾)
警視廳管理層，共同擁有決策權，通稱「上頭」。

司龍二(寺杣昌紀飾)
38歳。北條的前上司、恩師，以G3小組監査官身分派遣至「未確認生命體對策班」。

高村光介(清水紘治飾)
城北大學教授，小沢的老師，受北條委託成為V-1系統的主要開發人。口感裡聲稱討厭小沢，其實亦很欣賞小沢的才能，啟蒙了小沢不少。

## 陸上自衛隊
深海理沙(小沢真珠飾)
劇場版「G4計劃」登場之人物。
陸上自衛隊八王子駐屯地之隊員，官階為一等陸尉。
以實習名義加入G3小組，實際只為利用美色哄騙半醉的尾室，將G4系統的數據弄到手並生產。
與小沢澄子宿敵關係，最後被Unknown圍殺。

水城史朗(唐渡亮飾)
劇場版「G4計劃」登場之人物。
陸上自衛隊隊員，軍階為三等陸尉，並且身任幪面超人G4的裝着員。
捨棄了對生存的希望，堅信軍人背負死亡戰鬥的執著。
明知G4系統有未能解決的Bugs，仍決意與G3-X進行了斷，最終求仁得仁戰死。

## 曉號／黎明號／破曉號／天亮號
木野薰（菊池隆則飾／香港配音：黃志成）
另類顎門的變身者。
「曉號」乘客，早在故事之初已見其名字，劇情中段関谷真澄提及他是一眾超能力者之首領，並下令殺掉擁有顎門型態的人，於第35話正式登場，其標準裝束為全身黑衣打扮，並架著墨鏡。曾為醫生，是動手術的天才，卻因手臂壞死，要換上弟弟雅人的手臂，而被吊銷執業牌照，一直接受醫院的私下委託，為病人動手術賺取可觀的費用，聲稱人們等著他救治，維修摩托車等手藝功夫亦頗了得。
第36話刻意接近津上翔一，並報以微笑，顯露良善的一面，惟真魚接觸他後全身發冷，並向翔一說出「木野並不是你想像中的那樣，我討厭他。」。同話，木野嚷著：「為了要救雅人，我要成為最強的顎門！」及抱著「擁有顎門力量的人只需要我一個就足夠」的念頭，發狂淹浸真島浩二，真島逃跑，木野緊接著追殺。第37話重創葦原涼，並在38-40話追殺涼、浩二及翔一。然而，每當想向他們下毒手時，弟弟雅人的手臂往往會不聽使喚，令木野認為是弟弟阻止自己。最後被Exceed Gills擊落海中，但涼亦隨即救起他。
第41話從闇之力與澤木哲也的口中證實木野薰一直活在過去的事實，把每個病人都當成是弟弟雅人，亦因此會性情如此，攻擊其他擁有顎門力量的人。
第43話被闇之力奪取顎門能力，於第46話再次獲得。
第46話與翔一同被Unknown的箭射中，木野為翔一施手術，然而未有自救，隨後安祥離世。
於《假面戰隊五騎士》再度登場。

真島浩二(小谷嘉一飾)
家人是医生，但本人不想做医生，甚至通过自杀躲避考试，后被赶出家门。
「曉號」乘客，第31話登場，初時戴著耳機，非常崇拜木野薰，故事中後段曾照顧過真魚一段時間，此前有著反叛的個性。
第36話向葦原涼稱已做好力量覺醒，變身Agito的準備，立志與翔一、涼、木野等人共同戰鬥，惟同話遭木野發狂淹浸及追殺，登上涼的摩托車逃走。
第39話為了治癒涼而甘願放棄超能力。
第46話向木野薰說出自己受其感染，立志成為醫生。
第51話Unknown事件結束後成為真魚的補習老師。

相良克彦(田付貴彥飾)
「曉號」乘客，與関谷真澄一同登場，其中一項超能力為「自癒能力」，雖然對自己擁有超能力而感困擾，但極力反對其他同伴襲擊他人。為報答葦原涼的救命之恩而救走昏迷的涼，並曾阻止真澄殺死涼，不過其後亦出手殺死了涼。第30話開始暗中使用超能力，令真魚誤會自己的超能力失控，第31話帶走真魚，並在同話真魚道出真相，後選擇放棄自癒，抱著前妻栽種的花卉死去。

関谷真澄(平岩紙飾)
「曉號」乘客，與相良克彦一同登場，打扮舉止陰森的少女，曾試圖殺死葦原涼。第32話遭「水天使」附體，受其控制下殺害橘純及高島雅英，並迫害Agito、Gills、真魚及真島浩二。失去利用價值後被「水天使」放棄軀體而死。第42話經翔一的回憶揭曉她早在「曉號」事件已被「水天使」附體。

榊亜紀(佐久間雅子飾)
「曉號」乘客，故事初中期登場，假扮家務助理接近津上翔一，並欺騙翔一是其失憶前的愛人，目的只為利用翔一保護自己。其後對葦原涼動了真情，一度以為其被北條透率領的「捕獲亞極陀」行動的警員所殺，因而使用超能力殺害警員報仇，第21話被Unknown殺死。

篠原佐恵子(中本奈奈飾)
「曉號」乘客，熱愛游泳潛水，三浦智子的同事，約好一同旅遊而登上曉號，海難後大受打擊。其後遇上津上翔一及葦原涼追問真相，卻不願提起。

三浦智子(森下まひろ飾)
「曉號」乘客，自稱知道津上翔一的過去，並相約見面，卻被發現被人用金屬絲勒死於公園。第41話證實為闇之力所為，原因是智子有可能進化為Agito。

葦原和雄(竹本純平飾)
「曉號」乘客，葦原涼的父親。

橘純(津嶋麗飾)
「曉號」乘客，第32話遭「水天使」附體的関谷真澄殺害。

高島雅英(丸岡奨詞飾)
「曉號」船長，第32話遭「水天使」附體的関谷真澄殺害。

## 神
闇之力嬰兒期(八木優希飾)、少年期(神木隆之介、穴井隆文飾)、青年期(羽緒レイ飾)
名曰：斗真。
迅間由嬰兒長成青年，與光之力為相對的存在，Unknown亦是由其身體分離出來。
本來深愛著自己的子民－人類，曾救助葦原涼，直至看到人類自相殘殺而感憤怒。
因要消滅Agito而派遣水天使Unknown襲擊「曉號」，造成海難事件。
選中澤木哲也為消滅Agito的人，告訴了他一切並賜予其力量。
故事早、中期皆因承認殺人而被羈留於精神病院。
第43話離開醫院，並開始於主角群面前出現，目的為奪取Agito的力量，以消滅Agito，並於隨後3話分別奪去並吸收翔一、涼、木野薰的力量，但身體未能完全承受來自光之力的這三種力量。
第46話被津上翔一擊中倒地，因區區人類得以碰到自己而大感震驚，同時來自光之力的這三種力量返回翔一、涼、木野薰體內。
第47話決定滅世重生。
第51話在其Unknown護使戰死後升上半空，化作光球，被Agito追踢，發生大爆炸。其後在澤木哲也面前顯現，二人打賭究竟人類會否Agito消滅，哲也亦道出人類是由闇之力創造。

澤木哲也(小川敦史飾)
年齡35歲，津上翔一的本名。雪菜的男朋友，當初是在風谷伸幸門下從事AGITO研究的研究員。原本他在雪菜死後也隨之自殺，卻被闇之力（超創主）將其復活。
曾到精神病院探望闇之力（超創主），二人有著微妙的關係，闇之力因哲也提出希望了解人類而讓他感受全人類的思緒。其後哲也在請求下獲得闇之力的部分能力，但同時被闇之力預言哲也會與神為敵。獲得能力後，先後將亞紀、真魚、相良克彥的超能力加快覺醒，卻無意間導致人類互相殘殺。
第30話帶走已死的葦原涼屍身，請求闇之力將其復活不果，闇之力更首次說出怨恨不守本份的人類。哲也隨後正面接觸克彥，要求他將涼復活，更道出Agito就是超能力者的進化體這個真相，可是克彥能力不足致失敗。第32話正面接觸真魚，並再次自詡為拯救人類的人，指示真魚將涼復活。第39話再次為救涼而加速真島浩二的超能力覺醒，並自稱是「過去親手埋葬Agito的人，今日拯救Agito的人，也是神的背叛者！」。
第41話闇之力向哲也現身，道出哲也曾向闇之力效忠，並指示他除掉Agito，卻被哲也拒絕，隨後闇之力坦認自己仍愛著人類。
第45話道出自己是闇之力選中消滅Agito的「使徒」，因此獲其告之一切事情，但哲也隨後選擇拯救Agito，等同背叛了闇之力。
第47話獲闇之力告之其有滅世重生的計劃，同時被闇之力道出哲也早已死亡，是闇之力使其復活，但壽命已剩餘無幾。
第51話闇之力在其面前現身，二人打賭究竟人類會否Agito消滅，哲也露出勝利的笑容，安然接受生命的完結。

## 不明生命体
本作登场的怪人,为隶属“神”的相当于传说里的天使的存在，有不同生物为原型。

## 關係者
風谷伸幸(中根徹飾)
風谷真魚的父親，亦是美杉義彦的大舅子。
自己對於知道AGITO這件事情，抱有用自己的雙手培養出超人的野心，這種想法被美杉義彦否定。
津上翔一(澤木哲也)的姐姐澤木雪菜，是他培養的實驗體，因為澤木雪菜AGITO的力量開始覺醒，導致伸幸自己被控制不了力量而被失控的AGITO（澤木雪菜）殺害。此事對於澤木雪菜、澤木哲也（現在的津上翔一）姊弟和風谷真魚、津上翔一（現在的澤木哲也）、美杉義彦來說都是一場不幸的悲劇。

澤木雪菜(笠間あゆみ飾)
亞極陀／阿傑多（Agito）的變身者／能力者（僅限透視部分，且未曾戰鬥）。
澤木哲也（失憶後取名津上翔一）的姊姊，在體內的AGITO力量失控殺死風谷伸幸後，隨即自殺而死。
第44話風谷真魚以超能力透視到雪菜曾不受控制變身成「大地型態」的Agito。

光之力嬰兒期(八木優希飾)、少年期(神木隆之介、穴井隆文飾)、青年期(羽緒レイ飾)
迅間由嬰兒長成青年，疑從闇之力分離出來，並與之作為相對的存在。澤木哲也形容光暗二者是兄弟關係，風谷真魚透視感應的畫面亦顯示光暗樣貌是相同的。Agito力量的來源。
第42話揭示因與闇之力對決而敗，臨死將力量向宇宙四散，播下Agito的種子，並挑選澤木哲也（失憶後取名津上翔一）為他最後力量的承傳者，因此亦造成「曉號」出現極光通天的現象。

倉本(加門良飾)
Mar餐廳的老闆，津上翔一(澤木哲也)喪失記憶前，烹飪師專門學校時代的恩師。
第47話登場，在商店街偶然重遇翔一，於是挖他到店裏工作。雖然平時很豁達，但一旦進了廚房，就會變成一副嚴肅的師傅的表情，對接連失敗的岡村可奈大加斥責，甚至一度將她辭退。後來品嚐了她在翔一的幫助下，製作的竹筴魚橄欖油後，提出了建議。

岡村可奈(森脇英理子飾)
擁有變身Agito的能力。
第47話登場，故事末段的主要女角色，為一名學廚，有志當大廚，卻因個性冒失；且被餐廳老闆多番責罵烹調的食物難吃而氣餒，經翔一的鼓勵之後而振作。

水原莉沙(水稀未那飾)
第47話登場，故事末段的主要女角色，為天蠍座的女性暴走族（愛騎著機車馳騁），機車車身有一蝎子花紋。
利莎愛上葦原涼，但涼疑因不想拖累她而表示嫌棄，但仍不阻其追求涼。
第50話因天蠍座異變而死在涼懷裡。

浅野一輝(三觜要介飾)
第28話與葦原涼相遇的少年，從逃避面對到正視事實，最後出席父母葬禮，算是一個番外短篇故事。

加原紗綾香(木村茜飾)
劇場版「G4計劃」登場的主角之一，12歲。
從超能力研究所逃出，二人以姊弟相稱，互相扶持。
性格溫柔善良，與翔一相遇，暫住美杉家。

本木レイ(大高力也飾)
劇場版「G4計劃」登場的主角之一，10歲。
從超能力研究所逃出，二人以姊弟相稱，互相扶持。
本性桀驁不馴，與葦原涼相遇後一起行動，行為也有所成長。

國枝東(京本政樹 飾)
僅於特別篇登場。
為一名心理醫生，在翔一被救起到住進美杉家這段期間幫助他很多，兩人間有著奇妙的羈絆，當翔一失意時，也能適時點醒他。
兒子廣樹因承受不了Agito的力量而自殺。